# Silvijo Petriško
Silvijo Petriško (født 20. november 1979 i Zagreb) er en kroatisk tidligere roer.

## Rokarriere
Petriško, som var styrmand, havde første gang international succes som en del af den kroatiske firer med styrmand, som vandt guld ved U/23-VM i 1997, en bedrift han var med til at gentage i 1999.
Ved  OL 2000 i Sydney var han styrmand i den kroatiske otter, der blev roet af Krešimir Čuljak, Nikša Skelin, Siniša Skelin, Igor Boraska, Tomislav Smoljanović, Tihomir Franković, Igor Francetić og styrmand Branimir Vujević. Kroaterne vandt deres indledende heat og var dermed klar til finalen. Her var det de britiske verdensmestre fra 1999, der vandt guld foran Australien, mens kroaterne blev nummer tre og fik bronze. Størstedelen af de kroatiske bronzevindere var også med i båden til VM året efter, hvor det blev til en sølvmedalje.

## OL-medaljer
- 2000:  Bronze i otter